# ألبرت جي. نوبل
ألبرت جي. نوبل (بالإنجليزية: Albert G. Noble) هو ضابط أمريكي، ولد في 14 ديسمبر 1895 في Preston, Texas ‏ في الولايات المتحدة، وتوفي في 22 فبراير 1980 في واشنطن العاصمة في الولايات المتحدة.